# Liste des évêques d'Ostie
La liste des évêques d'Ostie répertorie les titulaires du diocèse d'Ostie, l'un des sept diocèses suburbicaires de Rome. Ce siège est traditionnellement celui du doyen du Collège des cardinaux.
Cette appellation est une pure titulature. Son diocèse, joint à celui de Rome, est administré en réalité par le cardinal-vicaire pour la cité de Rome et la Province.
- Saint Cyriaque d'Ostie (es) (229 ? - 235)
- Maxime (269 ?)
- Maxime (313 ?)
- Giorgio (753 - 783 ?)
- Gregorio (787 ?)
- Bernardo (804 - 805)
- Pietro (?) (805)
- Cesareo (ou Cesare) (826 - 854)
- Megisto (ou Megistus, ou Megetius, ou Megeto, ou Leone ?) (854 - 868)
- Donato (868 - 870)
- Eugenio (878 - 898)
- Stefano (898 - 900)
- Guido (900 - 946)
- Benigno (?) (946 - 960)
- Sicone (ou Siccone, ou Sico) (960 - 963 ou 965)
- Gregorio (964 - 969)
- Leone (969 - 983)
- Azzone (ou Actius) (996 - 998)
- Gregorio (998 - 1003)
- Pietro (1003 - 1005)
- Tiberio (ou Gregorio) (1005 - 1012)
- Azzone (ou Actius) (1012 ou 1013 -  décembre 1021)
- Pietro (1026 ou 1036 - 1037 ?)
- Beatitude Gregorio (1034 ou 1037 ? - 1044)
- Benedetto (1044 - 1050)
- Giovanni dei Conti di Tuscolo (1050 - 4 avril 1058 élu antipape sous le nom de Benoît X)
- Saint Pierre Damien, (14 mars 1058 - 1066 démissionnaire), Docteur de l'Église en 1072[1]
- Saint Gerhard (ou Gilard, ou Gerald), (1067 - 6 décembre 1077, décédé)
  - Giovanni (vers 1075) (antivescovo)
- Beatitude Oddone I di Lagery, O.S.B. Clun. (1078 - 8 mars 1088 élu pape sous le nom d'Urbain II)
- Oddone II di Lagery, O.S.B. Clun. (1088 - 1101)
  - Giovanni (vers 1084 - jusqu'en 1098) (pseudo-cardinal de l'antipape Clément III)
  - Léo d'Ostie nommé 1101 - 22 mars 1116, décédé
- Lamberto Scannabecchi, (1117 - 15 décembre 1124 élu pape sous le nom Honorius II.
- Pandolfo (?) (1124 - 1126)
- Vitale Giovanni, O.S.B. Cam. (décembre 1126 - 1133, décédé)
- Pietro, O.S.B. (1133 - 8 mars 1134, décédé)
- Drogon (ou Drogone, ou Dracon), (1134 - 1138, décédé)
- Albéric, O.S.B. Clun. (1138 - 14 mai 1148, décédé)
- Guido (1148 ou 1149 - 30 janvier 1150, décédé)
- Hughes, (1150 - 1er décembre 1158, décédé)
- Ubaldo Allucingoli, O.Cist. (décembre 1158 - 1er septembre 1181 élu pape sous le nom Lucius III)
- Thibaud, O.S.B. Clun. (1183 - 4 novembre 1188, décédé)
- Ottaviano di Paoli (22 février ou 31 mars 1189 - 5 avril 1206, décédé)
- Ugolino dei Conti di Segni (1206 - 19 mars 1227, élu pape sous le nom de Grégoire IX)
- Rinaldo dei Conti di Segni (5 septembre 1231 ou 21 octobre 1232 - 12 décembre 1254, élu pape sous le nom d'Alexandre IV)
- Henri de Suse (22 mai 1262 - 25 octobre ou 6 novembre 1271, décédé)
- Pierre de Tarentais, O.P. (3 juin 1273 - 21 janvier 1276 élu pape sous le nom d'Innocent V)
- Latino Malabranca Orsini, O.P. (12 mars 1278 - 19 juillet ou 10 août 1294, décédé)
- Hugues Aycelin de Montaigut, O.P. (août 1294 - 30 décembre 1297, décédé)
  - Leonardo Patrasso (25 février 1298 - février 1299 démissionnaire) (administrateur apostolique)
- Niccolò Boccasini, O.P. (2 mars 1300 - 22 octobre 1303, élu pape sous le nom de Benoît XI)
- Niccolò Alberti, O.P. (18 décembre 1303 - 1er avril 1321, décédé)
- Regnaud de la Porte (1321 - juillet ou août 1325, décédé)
- Bertrand du Pouget (18 décembre 1327 - 3 février 1352, décédé)
- Étienne Aubert (13 février 1352 - 18 décembre 1352, élu pape sous le nom d'Innocent VI)
- Pierre Bertrand de Colombier (1353 - 13 juillet 1361, décédé)
- Andouin Aubert (1361 - 10 mai 1363, décédé)
- Élie de Saint-Yrieux, O.S.B. (1363 - 10 mai 1367, décédé)
- Guillaume de la Sudré, O.P. (17 septembre 1367 - 28 septembre 1373, décédé)
- Pierre d'Estaing, O.S.B. (1373 - 18 novembre ou 25 novembre 1377, décédé)
- Bertrand Lagier, O.F.M. (avril 1378 - 8 novembre ou 18 novembre 1392, décédé)
- Philippe d'Alençon (1388 - 16 août 1397, décédé)
  - Jean de Rochechouart (décembre 1392 - 4 octobre 1398, décédé) (pseudo-cardinal de l'antipape Clément VII)
- Angelo Acciaioli (29 août 1397 - 31 mai 1408, décédé)
  - Jean Franczon Allarmet de Brogny  (13 juin 1405 - 1415) (pseudo-cardinal des antipapes Clément VII, Alexandre V et Jean XXIII)
- Jean Franczon Allarmet de Brogny (1415 - 16 février 1426, décédé) (comme cardinal du pape Martin V)
- Julián Lobera y Valtierra (1409 ? - 16 août 1429 démissionnaire) (pseudo-cardinal de l'antipape Benoît XIII)
- Antonio Correr, C.R.S.A. 14 mars 1431 - 19 janvier 1445, décédé)
- Juan Cervantes (27 mars 1447 - 25 novembre 1453, décédé)
- Giorgio Fieschi (28 avril 1455 - 11 octobre 1461, décédé)
- Guillaume d'Estouteville, O.S.B. Clun. (26 octobre 1461 - 22 janvier 1483, décédé)
- Giuliano della Rovere (31 janvier 1483 - 1er novembre 1503, élu pape sous le nom de Jules II)
- Oliviero Carafa (29 novembre 1503 - 20 janvier 1511, décédé)
- Raffaele Sansoni Riario (20 janvier 1511 - 9 juillet 1521, décédé)
- Bernardino López de Carvajal y Sande (24 juillet 1521 - 16 décembre 1523, décédé)
- Francesco Soderini (18 décembre 1523 - 17 mai 1524, décédé)
- Nicolas Fieschi (20 mai 1524 - 15 juin 1524, décédé)
- Alessandro Farnese (15 juin 1524 - 13 octobre 1534, élu pape sous le nom de Paul III)
- Giovanni Piccolomini (26 février 1535 - 21 novembre 1537, décédé)
- Giovanni Domenico De Cupis (28 novembre 1537 - 10 décembre 1553, décédé)
- Gian Pietro Carafa (11 décembre 1553 - 23 mai 1555, élu pape sous le nom de Paul IV)
- Jean du Bellay (29 mai 1555 - 16 février 1560, décédé)
- François de Tournon (13 mars 1560 - 22 avril 1562, décédé)
- Rodolfo Pio de Carpi (18 mai 1562 - 2 mai 1564, décédé)
- Francesco Pisani (12 mai 1564 - 28 juin 1570, décédé)
- Giovanni Girolamo Morone (3 juillet 1570 - 1er décembre 1580, décédé)
- Alexandre Farnèse (5 décembre 1580 - 2 mars 1589, décédé)
- Giovanni Antonio Serbelloni (2 mars 1589 - 18 mars 1591, décédé)
- Alfonso Gesualdo (20 mars 1591 - 14 février 1603, décédé)
- Tolomeo Gallio (19 février 1603 - 3 février 1607, décédé)
- Domenico Pinelli (7 février 1607 - 9 août 1611, décédé)
- François de Joyeuse (17 août - 1611 - 23 août 1615, décédé)
- Antonio Maria Gallo (16 septembre 1615 - 30 mars 1620, décédé)
- Antonmaria Sauli (6 avril 1620 - 24 août 1623, décédé)
- Francesco Maria del Monte (27 septembre 1623 - 27 août 1626, décédé)
- Ottavio Bandini (7 septembre 1626 - 1er août 1629, décédé)
- Giovanni Battista Deti (20 août 1629 - 13 juillet 1630, décédé)
- Domenico Ginnasi (15 juillet 1630 - 12 mars 1639, décédé)
- Carlo Emmanuele Pio di Savoia seniore (28 mars 1639 - 1er juin 1641, décédé)
- Marcello Lante della Rovere (1er juillet 1641 - 19 avril 1652, décédé)
- Giulio Roma (29 avril 1652 - 16 septembre 1652, décédé)
- Carlo de' Medici (23 septembre 1652 - 17 juin 1666, décédé)
- Francesco Barberini, seniore (11 octobre 1666 - 10 décembre 1679, décédé)
- Cesare Facchinetti (8 juin 1680 - 30 juin 1683, décédé)
- Niccolò Albergati-Ludovisi (15 février 1683 - 9 août 1687, décédé)
- Alderano Cybo-Malaspina (10 novembre 1687 - 22 juillet 1700, décédé)
- Emmanuel-Théodose de La Tour d'Auvergne (15 décembre 1700 - 2 mars 1715, décédé)
- Nicolò Acciaioli (18 mars 1715 - 23 février 1719, décédé)
- Fulvio Astalli (26 avril 1719 - 14 juin 1721, décédé)
- Sebastiano Antonio Tanara (3 mars 1721 - 5 mai 1724, décédé)
- Francesco del Giudice (12 juin 1724 - 10 octobre 1725, décédé)
- Fabrizio Paolucci (19 novembre 1725 - 12 juin 1726, décédé)
- Francesco Barberini, iuniore  (1er juillet 1726 - 17 août 1738, décédé)
- Pietro Ottoboni (3 septembre 1738 - 29 février 1740, décédé)
- Tommaso Ruffo (29 août 1740 - 16 février 1753, décédé)
- Pierluigi Carafa (9 avril 1753 - 15 décembre 1755, décédé)
- Rainiero d'Elci (12 janvier 1756 - 22 juin 1761, décédé)
- Giuseppe Spinelli (13 juillet 1761 - 12 avril 1763, décédé)
- Carlo Alberto Guidoboni Cavalchini (16 mai 1763 - 7 mars 1774, décédé)
- Fabrizio Serbelloni (18 avril 1774 - 7 décembre 1775, décédé)
- Giovanni Francesco Albani (18 décembre 1775 - 15 septembre 1803, décédé)
- Henri Benoît Stuart (26 septembre 1803 - 13 juillet 1807, décédé)
- Leonardo Antonelli (3 août 1807 - 23 juin 1811, décédé)
- Alessandro Mattei (26 septembre 1814 - 20 avril 1820, décédé)
- Giulio Maria della Somaglia (29 mai 1820 - 2 avril 1830, décédé)
- Bartolomeo Pacca (5 juillet 1830 - 19 avril 1844, décédé)
- Ludovico Micara, O.F.M. Cap. (17 juin 1844 - 24 mai 1847, décédé)
- Vincenzo Macchi (11 juillet 1847 - 30 septembre 1860, décédé)
- Mario Mattei (17 décembre 1860 - 7 octobre 1870, décédé)
- Costantino Patrizi Naro (8 octobre 1870 - 17 décembre 1876, décédé)
- Luigi Amat di San Filippo e Sorso (12 mars 1877 - 30 mars 1878, décédé)
- Camillo Di Pietro (15 juillet 1878 - 6 mars 1884, décédé)
- Carlo Sacconi (24 mars 1884 - 25 février 1889, décédé)
- Raffaele Monaco La Valletta (24 mai 1889 - 14 juillet 1896, décédé)
- Luigi Oreglia di Santo Stefano (30 novembre 1896 - 7 décembre 1913, décédé)
- Serafino Vannutelli (25 mai 1914 - 19 août 1915, décédé)
- Vincenzo Vannutelli (6 décembre 1915 - 9 juillet 1930, décédé)
- Gennaro Granito Pignatelli di Belmonte (9 juillet 1930 - 16 février 1948, décédé)
- Francesco Marchetti-Selvaggiani (16 février 1948 - 13 janvier 1951, décédé)
- Eugène Tisserant (13 janvier 1951 - 21 février 1972, décédé)
- Amleto Cicognani (24 mars 1972 - 17 décembre 1973, décédé)
- Luigi Traglia (7 janvier 1974 - 22 novembre 1977, décédé)
- Carlo Confalonieri (12 décembre 1977 - 1er août 1986, décédé)
- Agnelo Rossi (19 décembre 1986 - 31 mai 1993, démissionnaire)
- Bernardin Gantin (5 juin 1993 - 30 novembre 2002, démissionnaire)
- Joseph Ratzinger (30 novembre 2002 - 19 avril 2005, élu pape sous le nom de Benoît XVI)
- Angelo Sodano, (30 avril 2005 - 21 décembre 2019)
- Giovanni Battista Re (depuis le 18 janvier 2020)